# Chloroclysta coraciata
Chloroclysta coraciata là một loài bướm đêm trong họ Geometridae.